# Takako Nishizaki
Takako Nishizaki (japanisch 西崎 崇子, Nishizaki Takako; * 14. April 1944) ist eine japanische Violinistin.

## Leben
Takako Nishizaki war die erste Geigenschülerin, die den Unterricht nach der Suzuki-Methode abschloss. Sie hatte ihn bis zu ihrem neunten Lebensjahr von ihrem Vater und von Suzuki Shin’ichi erhalten. Sie setzte ihre Ausbildung fort bei Hideo Saitō und bei dem US-amerikanischen Violinisten Broadus Erle, der zu dieser Zeit Konzertmeister beim Philharmonieorchester Japan in Tokio war. Als Erle nach einem fünfjährigen Japanaufenthalt in die USA zurückkehrte, setzte sie ab 1962 ihr Studium bei ihm an der Yale University und anschließend bei Joseph Fuchs an der Juilliard School fort. Nishizaki erhielt in den USA verschiedene Stipendien, nahm an Wettbewerben teil und gewann 1969 die „Juilliard Concerto Competition“.
Nishizaki ist mit Klaus Heymann verheiratet, dem Gründer des Labels Naxos, sie haben einen Sohn. Sie spielte für Naxos die Liebe der Schmetterlinge von Chen Gang und He Zhanhao ein und erzielte damit auf dem asiatischen Markt einen großen Erfolg. Ihre Einspielung der Vier Jahreszeiten von Vivaldi hat bis 2012 mehr als 1,5 Millionen verkaufte Exemplare beim Label Naxos. Nishizaki lehrt Violine an ihrem Wohnort in Hongkong.
Nishizaki wird insbesondere in China hoch angesehen und wurde dort mehrfach geehrt. In Europa erhielt sie 2001 das Goldene Verdienstzeichen der Republik Österreich.